# Lâu đài Drégely
Lâu đài Drégely (tiếng Hungary: Drégely vára) là một lâu đài trên đỉnh đồi tồn tại từ thế kỷ 13 ở Hạt Nógrád, Hungary. Lâu đài này từng bị phá hủy và trở thành một đống đổ nát, nhưng hiện đang được phục hồi.

## Địa lý

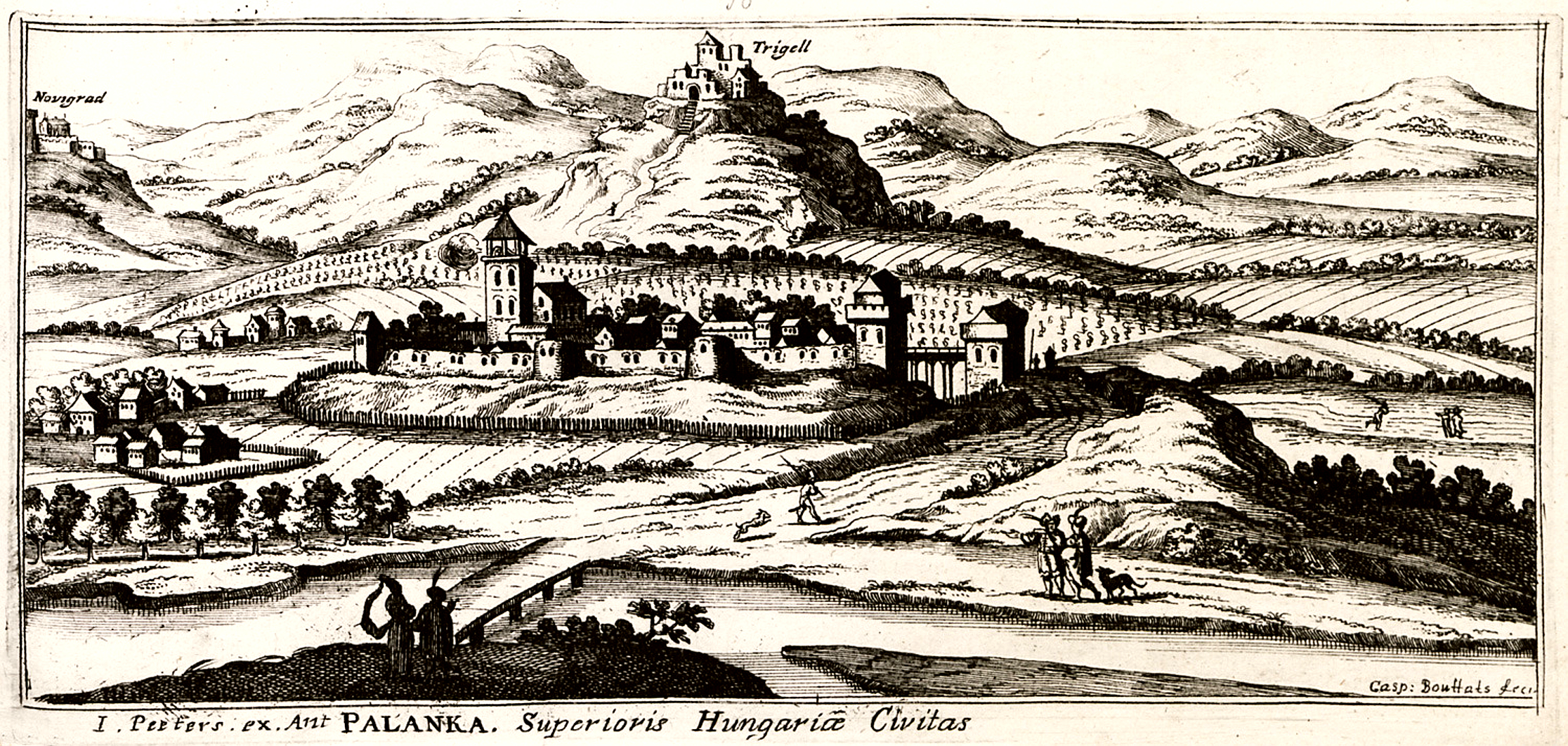
Lâu đài Drégely – Trigell ở trên, và Palánk ở dưới, trong một bản khắc đồng thời Trung cổ

Tàn tích của Lâu đài Drégely nằm đỉnh cao 440 mét (1.440 ft) của dãy núi Börzsöny ở Hungary . Mặc dù khu vực này thuộc địa phận hành chính của Drégelypalánk trong Hạt Nógrád, nhưng cách dễ dàng hơn để đến lâu đài là xuất phát từ đường lớn thuộc địa phận Nagyoroszi. Quận lâu đài nằm trong khu vực của Công viên Quốc gia Danube-Ipoly .